# 砂婆礑第二水力發電所
砂婆礑第二水力發電所為一座位於臺灣花蓮縣吉安鄉的小型水力發電廠，於日治時期興建，目前該發電廠已停止運轉並拆除。

## 沿革

### 日治時期
砂婆礑第二水力發電所最初於日治時期，由花蓮港電氣株式會社所推動的一項興建案，當時發電廠預定興建地位於花蓮港廳花蓮支廳吉野區，並於1926年12月正式動工。
1928年1月，發電廠興建工程正式完工，當時為與花蓮港水力發電所（砂婆礑第一）區別，因此該發電廠稱為「花蓮港第二水力發電所」，後續再改稱「砂婆礑第二水力發電所」，而原花蓮港第一水力發電所也改稱為「砂婆礑第一水力發電所」。
1940年，花蓮港電氣株式會社併購台灣合同電氣株式會社，位於臺東的區域營業所以及新港（今成功火力發電廠）與里壟電燈（今關山水力發電廠），並改名為東部電氣株式會社。1943年，東部電氣株式會社再被1939年所成立的東台灣電力興業株式會社收購，並改名為「東台灣電力株式會社」，原東部電氣株式會社旗下的各發電廠，包含砂婆礑第二水力發電所也都一併納入到東台灣電力株式會社旗下繼續營運。
1944年，經營臺灣西部電力業務的台灣電力株式會社正式合併東台灣電力株式會社。
然而，同年臺灣接連遭受多次颱風以及暴雨侵襲，導致各地的水力發電所皆受到大小不一的損壞。其中，砂婆礑第二發電所發電用水的頭水引水道遭到洪水破壞，但因當時太平洋戰爭已經爆發，大日本帝國面對盟軍之攻勢，逐陷入頹勢，日本人無力修復，最終原本臺灣東部地區原總共有裝置容量55,000KW的發電量在當時僅剩下清水第一發電所的7,000KW能夠正常發電。

### 戰後時期
1945年8月，第二次世界大戰結束。同年10月，國民政府接管臺灣，並成立臺灣電力監理委員會進行臺灣各地日治時期所遺留之發電設備的修復與接收作業。後再成立台灣電力公司進行臺灣地區的發電與供變電業務。砂婆礑第二水力發電所再由台電公司接手後，運轉不久即撤廢。

## 設備

### 發電機組
| 名稱   | 發電機型號                          | 水輪機型號                               | 機組數量 | 發電方式 | 有效落差（公尺） | 單一機組用水量（CMS） | 容量（MW） | 位置         | 興建年代  | 狀態   |
| ------ | ----------------------------------- | ---------------------------------------- | -------- | -------- | ---------------- | --------------------- | ---------- | ------------ | --------- | ------ |
| 一號機 | 日本日立製作所製裝置容量400KW發電機 | 日本日立製作所製橫軸雙動輪佩爾頓式水輪機 | 1        | 川流式   | 166.67           | 0.333CMS              | 0.4MW      | 花蓮縣吉安鄉 | 1928年1月 | 已拆除 |

### 土木建設
- 取水口：寬1.3～2.11公尺、高4.7公尺[1]。
- 沉砂池：長7.1公尺、深1.76～1.85公尺、寬1.9公尺[1]。
- 導水路：暗渠段169.08公尺、箱涵段541.76公尺、明渠段1205.33公尺、虹吸管90.9公尺[1]。
- 壓力鋼管：日本鐵柱製作所製，一條，長433.54公尺、內徑1.47～0.24毫米、管厚5～8毫米[1]。
- 發電廠房：吉村組興建，占地89.62平方公尺，木造結構蓋亞鉛板[1]。

## 資料來源
1. 1 2 3 4 5 6 7 8 9  林炳炎. . 臺北市: 自刊. 1997年: 46. ISBN 957-97197-7-2.
2. ↑  朱瑞墉.  (PDF). 台灣綜合研究院.   [2016-04-11]. （原始内容存档 (PDF)于2016-04-28） （中文（臺灣））.
3. 1 2 3 4  鄭金龍. . 2015-10-29  [2016-04-11]. （原始内容存档于2019-11-30） （中文（臺灣））.
4. 1 2  . 臺灣省五十一年來統計提要. 1946年7月  [2016-04-11]. （原始内容存档于2017-04-01） （中文（臺灣））.
5. 1 2 3  陳珈宏. . 國家發展委員會檔案管理局.   [2016-04-11]. （原始内容存档于2016-09-15） （中文（臺灣））.
6. ↑  . 臺北市: 台灣電力公司. 1959年: 144.